# تكرار الحالب

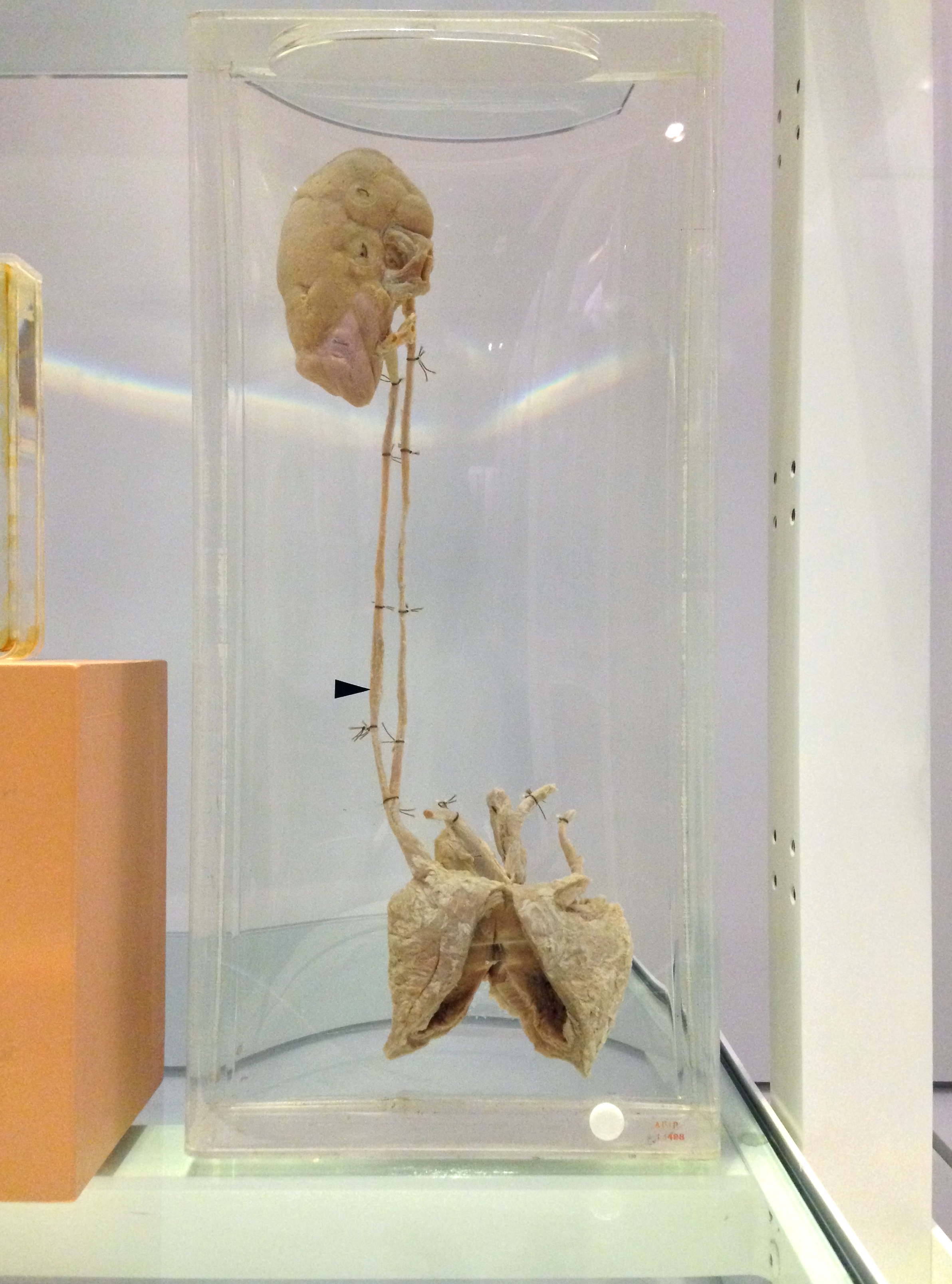
تكرار الحالب. يمكن رؤية حالبين اثنين في هذه الصورة يصلان بين كلية واحدة والمثانة.

تكرار الحالب (بالإنجليزية: Duplicated ureter)‏ أو «نظام الجمع المزدوج» (بالإنجليزية: Duplex Collecting System)‏ ويُسمى أيضاً «الحالب المُضاعف» أو «الحالب المزدوج»، هو عيب خِلْقِيّ في «البرعم الحالبي» (بالإنجليزية: Ureteric bud)‏، الذي هو أصل الحالب عند الجنين، بأن ينشق أو أن ينشأ مرتين، مما يؤدى إلى وجود حالبين اثنين لتفريغ كلية واحدة. وهو التشوه الكلوي الأكثر شيوعا الذي يحدث في حوالي 1% من الناس. الحالب الإضافي قد يؤدي إلى قيلة حالبية أو إلى حالب منتبذ.

## الفيزيولوجيا المرضية
يبدأ نمو الحالب في الجنين البشري حول الأسبوع الرابع من مراحل تطور الجنين البشري. ينشأ «البرعم الحالبي» (بالإنجليزية: Ureteric bud)‏ عن «قناة الكلوة الجنينية الموسطة» (بالإنجليزية: mesonephric duct)‏ (التي تُسمى أيضا: قناة وولف wolffian duct)، ويؤدي إلى الحالب وإلى أجزاء أخرى من نظام التجميع (بالإنجليزية: collective system)‏. 
في حالة ازدواج الحالب، ينشق «البرعم الحالبي» (بالإنجليزية: Ureteric bud)‏ أو ينشأ مرتين. 
في معظم الحالات تنقسم الكلية إلى قسمين: الفص العلوي والفص السفلي الفص، مع وجود بعض التداخل بسبب اختلاط أنابيب التجميع. في بعض الحالات يكون التشعب كاملا حتى يؤدي إلى نشوء قسمين منفصلين تماما، لكل منها حوض كلوي وحالب خاص به.

## التشخيص
إن تشخيص حالة موه الكلية (الكلى المملوءة بسائل) أثناء فترة ما قبل الولادة، ليُشير إلى لزوم متابعة الفحص بعد الولادة، وأبرز عرض عند الأطفال حديثي الولادة هو عدوى المسالك البولية. 
يظهر موه الكلية كجسم مجسوس (بالإنجليزية: palpable)‏ بمنطقة البطن في الأطفال حديثي الولادة، وقد يشير إلى وجودحالب منتبذ أو وجود قيلة حالبية.
في الأطفال الأكبر سنا، قد تُفضي حالة تكرار الحالب إلى:
- عدوى المسالك البولية: عادة بسبب الإرتداد المثاني (تدفق البول من المثانة إلى الحالب، وليس العكس).
- سلس البول (التبول اللاإرادي): يحدث في الإناث في حالات دخول الحالب المنتبذ إلى المهبل أو مجرى البول أو دهليز الفرج.

### التصنيف
تكرار الحالب قد يكون:

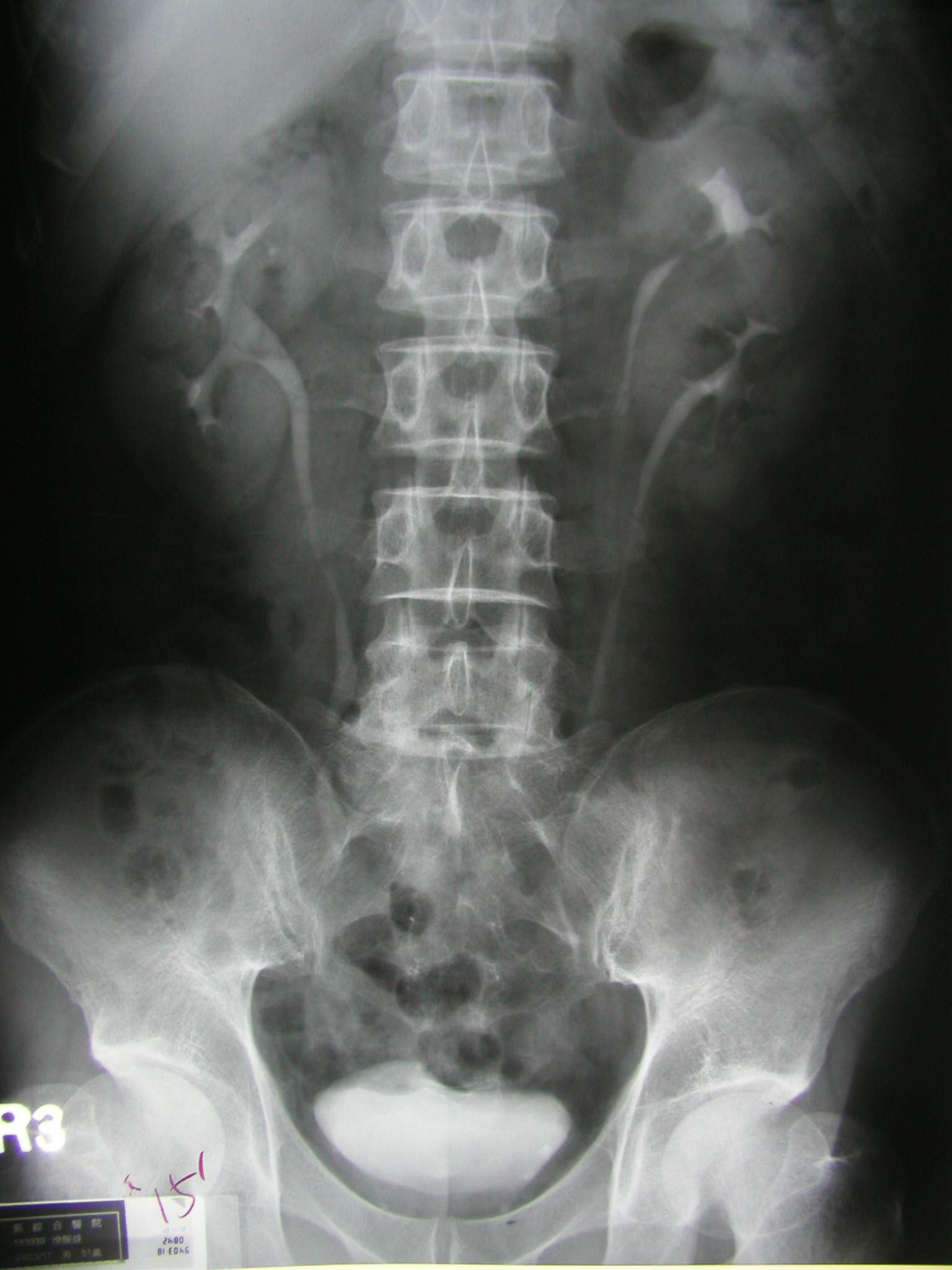
صورة من سلسلة "صور الحويضة الوريدية" Intravenous pyelogram (IVP) في الدقيقة 15 بعد حقن "وسيط التباين"، أظهرت حالب متكرر غير مكتمل في نظام التجميع الأيسر.

- جزئي - أي حالبين يصبان في المثانة عن طريق حالب مشترك واحد. وسواء أكان التكرار جزئياً أو كاملاً، فإن ازدواج الحالب نادرا ما يكون مهماً سريريا. [2]

أو
- كامل - يكون هناك حالبان يعملان على التصريف بشكل منفصل. تكرار الحالب الكامل يحدث بحيث أن أحد الحالبين عادة ما ينتهي في المثانة، بينما ينتهي الحالب المنتبذ الآخر في: المهبل أو الإحليل أو إلى دهليز الفرج (بالإنجليزية: Vulval vestibule)‏. تحدث هذه الحالات عندما ينشأ «البرعم الحالبي» (بالإنجليزية: Ureteric bud)‏ مرتين (وليس في حالة انقسام «البرعم الحالبي»).[3]

## انتشار الحالة
تكرار الحالب هو التشوه الكلوي الأكثر شيوعا وهو يحدث في حوالي 1% من الناس.

### العِرق
تكرار الحالب أكثر شيوعا في العِرق القوقازي عن العِرق الأفريقي.

### الجنس
تكرار الحالب أكثر شيوعا في الإناث. وقد يكون ذلك راجعاً إلى كثرة التهابات المسالك البولية لدى الإناث بالنسبة إلى الذكور، مما يؤدي إلى ارتفاع معدل تشخيص حدوث تكرار الحالب فيهن.

## معرض الصور

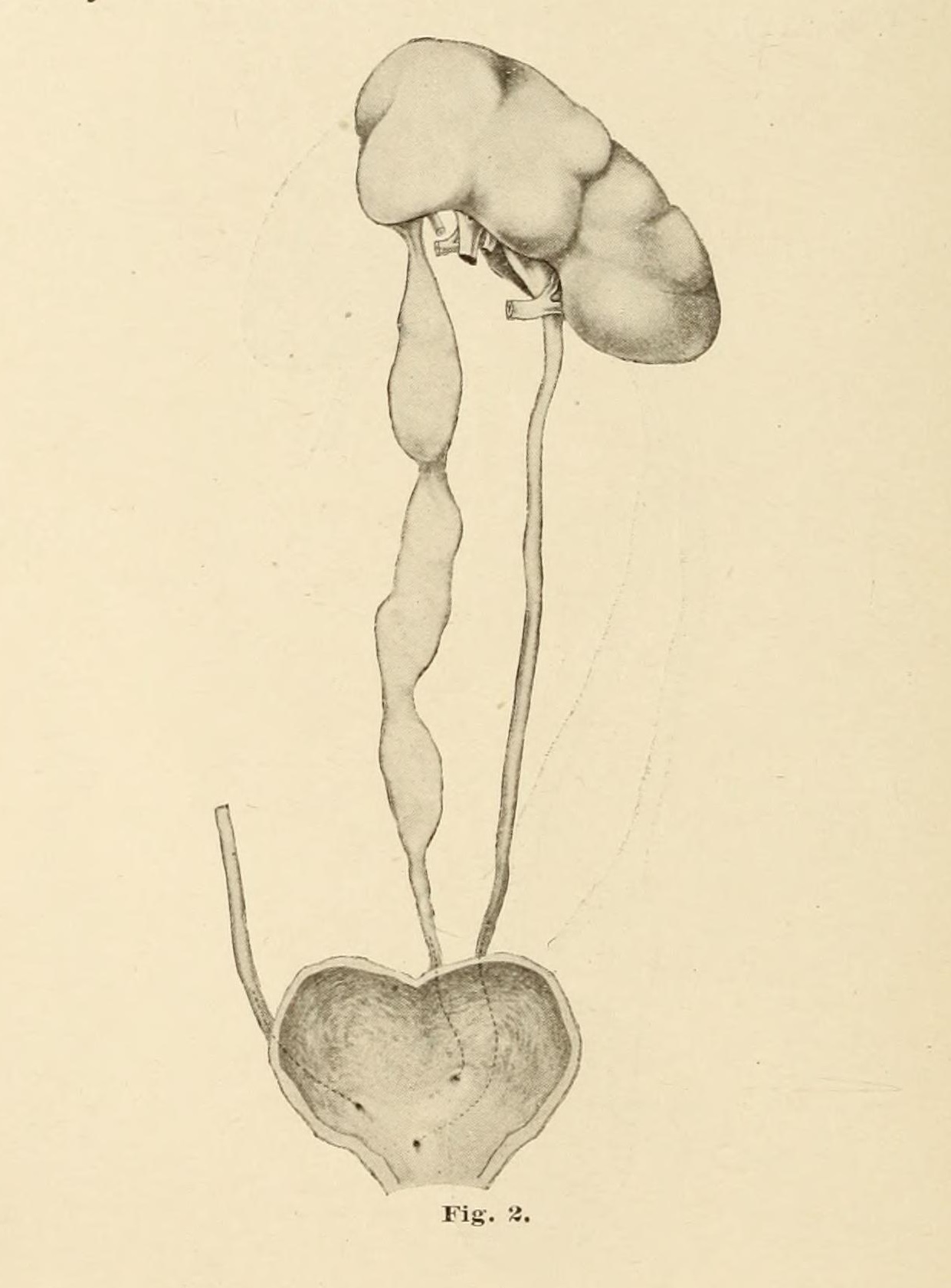
رسم من عام 1909م لحالب متكرر، منظر بطني رُسم من عينة في معهد براغ الباثولوجي.
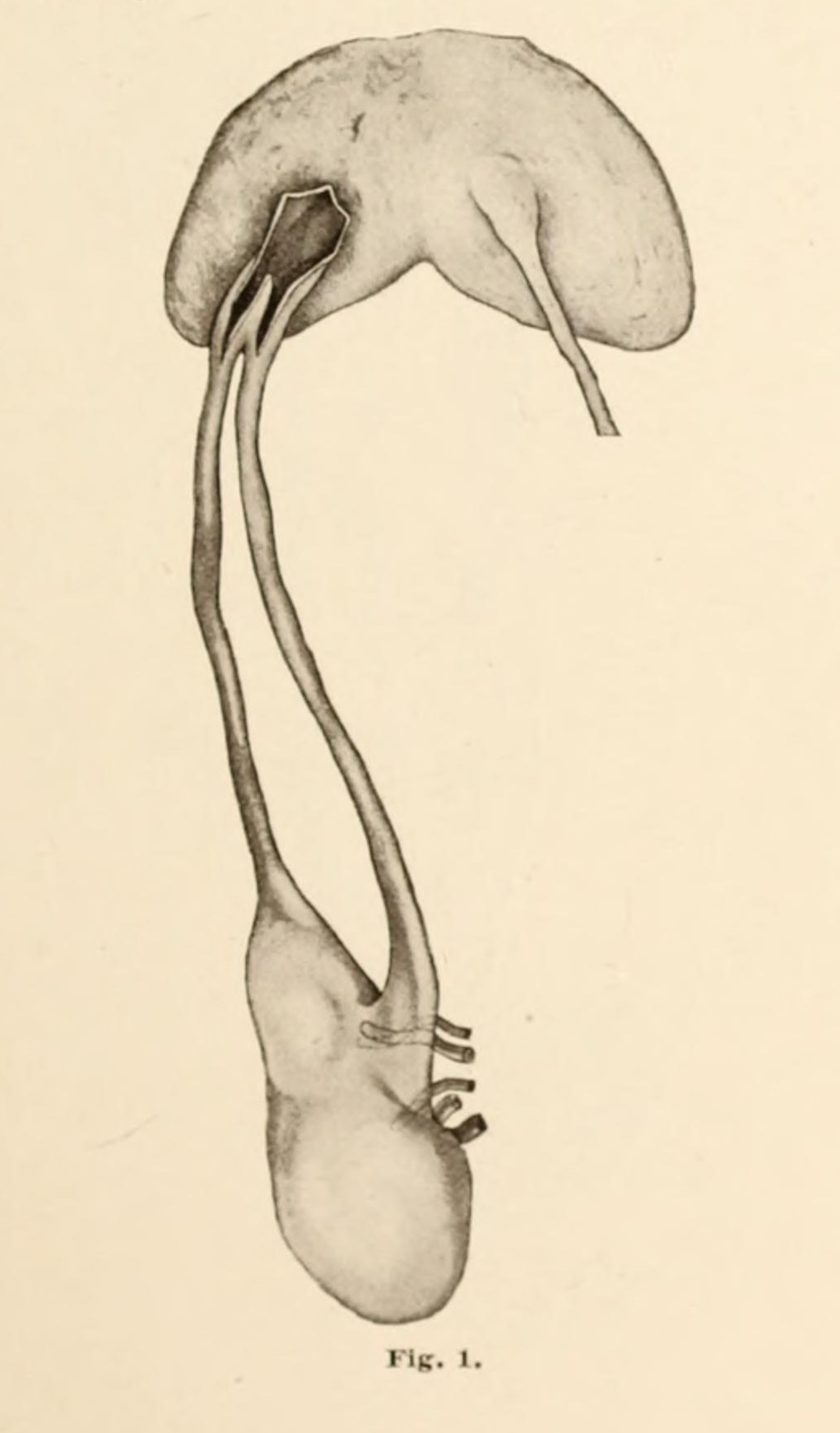
رسم من عام 1909م لحالب ليس مكررًا تمامًا، حيث يتداخل جزء من نهايات الحالب البعيدة ويمتد إلى مدخل المثانة وينتهي في حويصلة حالبية واحدة. منظر بطني رُسم من عينة في معهد براغ الباثولوجي.